# Comunidade quilombola Mel da Pedreira
Mel da Pedreira é uma comunidade remanescente de quilombo, população tradicional brasileira, localizada no município brasileiro de Macapá, no Amapá, a 50km da zona urbana. A comunidade de Mel da Pedreira é formada por uma população de 25 famílias, num total de 115 pessoas, distribuídas em uma área de 2.629,0532 hectares. O território foi certificado como remanescente de quilombo (reminiscências históricas de antigos quilombos) em 2007, pela Fundação Cultural Palmares.
Esta comunidade teve o Relatório Técnico de Identificação e Delimitação publicado em 2006 (etapa da regularização fundiária), tendo recebido a titulação da terra em 03/21/2007, pelo INCRA.

## Tombamento
O tombamento de quilombos é previsto pela Constituição Brasileira de 1988, bastando a certificação pela Fundação Cultural Palmares:
Art. 216. Constituem patrimônio cultural brasileiro os bens de natureza material e imaterial, tomados individualmente ou em conjunto, portadores de referência à identidade, à ação, à memória dos diferentes grupos formadores da sociedade brasileira [...]
§ 5º Ficam tombados todos os documentos e os sítios detentores de reminiscências históricas dos antigos quilombos.
Portanto, a comunidade quilombola de Mel da Pedreira é um patrimônio cultural brasileiro, tendo em vista que recebeu a certificação de ser uma "reminiscência histórica de antigo quilombo" da Fundação Cultural Palmares no ano de 2007.

## Histórico
A criação da comunidade de Mel da Pedreira está ligada a escravos que construíram a fortaleza que deu origem à cidade de Macapá. Mais especificamente, aos nomes de Antônio Bráulio de Souza, o Caiana, e Auta Augusta Ramos, dos mais de 600 descendentes atuais do casal, 250 continuam a morar no local. Em relação à religiosidade, vem crescendo o número de protestantes.
Nas últimas décadas, antes da regularização fundiária, seu território vem sendo apropriado de modo indevido por terceiros com o intuito de explorar os recursos naturais. Somente em 2007, foi emitida a titulação definitiva da comunidade, o que lhe confere direito coletivo e indiviso.

## Infraestrutura
Em julho de 2023, a comunidade foi foco de investimento do Governo do Estado do Amapá, por meio do Programa de Produção Integrada de Alimentos (PPI) de sua Secretaria de Desenvolvimento Rural (SDR), com a entrega de estruturas completas de suinocultura para melhorar as condições de trabalho dos moradores. Os projetos incluem estruturas de criação, instalações de energia e água, ração, matrizes reprodutoras e área cercada para desestresse dos animais.O total de investimento para 100 famílias de todo o estado foi de R$ 4,5 milhões.
A sustentabilidade econômica da comunidade está embasada em carne de suínos, mel, peixes e farinha de mandioca.

## Situação territorial
O título da terra (regularização fundiária) proporciona que a comunidade enfrente menos dificuldades para desenvolver a agricultura (como conflitos pela posse da terra com os fazendeiros da região em que se localiza), que solicite o licenciamento ambiental de seu território e solicite políticas sociais e urbanas para melhorias de suas condições de vida, como infraestrutura urbana de redes de energia, água e esgoto.
Povos Tradicionais ou Comunidades Tradicionais são grupos que possuem uma cultura diferenciada da cultura predominante local, que mantêm um modo de vida intimamente ligado ao meio ambiente natural em que vivem. Através de formas próprias: de organização social, do uso do território e dos recursos naturais (com relação de subsistência), sua reprodução sócio-cultural-religiosa utiliza conhecimentos transmitidos oralmente e na prática cotidiana.